# Don't Waste Your Time
"Don't Waste Your Time" är en låt skriven av den amerikanska poprock sångerskan Kelly Clarkson, Fredrik Rinman, Jimmy Messer, och Malcolm Pardon. Det är den andra singeln från Clarksons tredje studioalbum, My December (2007), att släppas i Tyskland.

## Singelsläpp
Den 27 juli 2007, avslöjade Sony BMG UK att "Don't Waste Your Time" var den andra singeln från My December att ges ut i Storbritannien. Clarkson själv bekräftade det i Kanada under ett framträdande i Kanadas MTV Live den 20 augusti 2007. Den 23 augusti 2007, bekräftade Mizz Magazine att "Don't Waste Your Time" skulle släppas den 10 september 2007. Det datumet blev senare uppskjutet till den 29 oktober 2007 p.g.a. att videon inte var färdig till releasedatumet.

## Listplaceringar
| Lista (2007–2008) | Topplacering |
| ----------------- | ------------ |
| Tyskland          | 93           |

### Fotnoter
1. ↑  "Don't Waste Your Time 5"SCD" Arkiverad 11 december 2007 hämtat från the Wayback Machine.. SonyBMG.de. läst 15 december 2007.
2. ↑  ”Listplacering”. Arkiverad från originalet den 7 januari 2008. https://web.archive.org/web/20080107132705/http://www.mtv.de/charts/9898662. Läst 23 maj 2011.